# Contea di Miami-Dade
La contea di Miami-Dade (in inglese Miami-Dade County) è una contea situata nella parte sud-orientale della Florida, negli Stati Uniti. 
Con una popolazione di 2 701 767 abitanti nel 2020, è la contea più popolosa della Florida e settima di tutti gli Stati Uniti.
Il suo capoluogo amministrativo e culturale è Miami ed è una delle tre contee che compongono l'area metropolitana di Miami.

## Geografia fisica
La contea ha un'area di 6297 km² di cui il 19,96% è coperta d'acqua. La contea di Miami è l'unica negli USA che confina con due parchi nazionali, il Biscayne National Park a est e l'Everglades National Park ad ovest. I confini della contea sono:
- Contea di Broward - nord
- Contea di Monroe - sud e ovest
- Contea di Collier - nord-ovest

## Storia
La Contea di Miami-Dade fu creata nel 1836 e fu nominata così per il Maggiore Francis L. Dade, un soldato ucciso nella seconda guerra contro i Seminole. Il nome fu cambiato in Miami-Dade nel 1997 dopo una votazione di approvazione che rifletteva la modifica istituzionale che dava vita ad un nuovo governo metropolitano con un sindaco per la contea.
Uno dei maggiori disastri naturali degli Stati Uniti colpì la parte centrale della contea nel 1992, l'uragano Andrew. Causò danni per 25 milioni di dollari e necessitarono degli anni per riprendersi.
Dopo la rivoluzione cubana numerosi emigranti cubani si stabilirono nella contea.

La contea in Italia è gemellata con il comune di Viareggio e la provincia di Asti.

## Città principali
- Miami
- Miami Gardens
- North Miami Beach
- North Miami
- Hialeah
- Miami Beach
- Coral Gables
- Homestead

## Politica
| Anno | Repubblicani | Democratici | Altri |
| ---- | ------------ | ----------- | ----- |
| 2004 | 46,6%        | 52,9%       | 0,5%  |
| 2000 | 46,3%        | 52,6%       | 1,2%  |
| 1996 | 37,9%        | 57,3%       | 4,8%  |
| 1992 | 43,2%        | 46,7%       | 10,1% |
| 1988 | 55,3%        | 44,3%       | 0,4%  |